# 温兆宇
温兆宇（1979年11月28日—），台灣新竹市人，曾為台灣、香港童星、製作人，藝名小彬彬。
曾是台灣電視最佳童星金鐘獎得獎人，成為該獎有史以來最年輕得主。創動名片APP發明人。優美人生製作人。

## 事业生涯

### 童星發跡
從小喜歡模仿大人動作的小彬彬，未到一歲半，媽媽陳律萍便替他報名參加“健康寶寶比賽”，結果獲得第二名，還上電視亮相。
- 1982年，台視導演林福地拍攝連續劇《再見阿郎》，接著趁熱打鐵再錄《又見阿郎》，劇中女主角需要有四、五歲的兒子，便在電視上公開徵演員，但無人應徵。陳律萍錯認實歲為虛歲，便帶小彬彬去應試。林福地見小彬彬太小就皺眉，但既來了就試試吧，叫小彬彬喊“媽媽”。小彬彬果然大膽撲向女主角“媽媽”懷裡，顯得十分親熱，這對一個未滿三歲的孩子來說，可不是易事啊，於是導演轉憂為喜，第二天便帶他去拍外景。該劇播出後，小彬彬一角甚是引人瞩目，老小皆喜歡。

本來是五集戲份，為了他加到25集，觀眾還想追看下去，從此小彬彬成了温兆宇的化名，大人也就给他改藝名為小彬彬。
他凭此劇獲得台灣電視最佳童星“金鐘獎”，成為該獎有史以來最年輕得主，領獎時由媽媽抱上台。
- 1983年，小彬彬演出《星星知我心》，因創下高收視記錄而轟動東南亞地區，被稱為“超級童星”。

- 1986年鳳飛飛在台視主持的特別節目《有鳳來儀》擔任特別嘉賓。[1]

### 現在
副業曾開設名為「彬彬正記羊肉爐」熱炒店、燒烤店以及童裝店及擺攤賣芋頭米粉。
- 2016年，在第35屆香港電影金像獎本屆金像獎主題為「童聲。同戲」，與眾多台灣、香港經典童星一同出席頒獎典禮。
- 2020年，在「億萬之星」影視公司曾擔任CEO職位。
- 2021年，發想出「創動名片」APP，通過台灣、中國專利許可，用智慧型手機便可免費下載，一鍵收藏電子名片。
- 2022年，溫兆宇和兒子「小小彬」溫玄燁父子聯手創立影視平台創動影視。公司主要項目為演藝培訓及影片拍攝以及「創動名片」APP影片製作。
- 2022年9月，在新北市汐止區崇義高級中學的電子商務科任教，教學內容包含直播、戲劇、攝影等。
- 2023年年初，宣布培訓栽培童星，傳承童星表演。
- 2024 台灣傳奇 攝影團隊
- 2025 雪歌有約製作人
- 2025 優美人生 製作人

## 個人生活
- 2003年，與第一任妻子黃美玲結婚，婚後育有兩子（小小彬、迷你彬），分別於2004年及2006年出生，2007年二人離婚。

- 2011年8月與年紀小8歲的女友陳羿君再婚，2012年再生下一子萌萌彬，但2016年簽字離婚。

- 2021年，發想「創動名片」APP申請專利通過。主要製作「創動名片」（電子名片）APP，是因省去傳統紙張名片，也環保，且數位科技管理。透過App名片夾分類，輕鬆管理所有名片。

- 2021年，籌備微電影迷路回家（真人真事改編），在新冠肺炎疫情嚴峻期間，舉辦線上演員海選。

## 演出作品

### 電視劇
| 年份   | 頻道            | 劇名                     | 角色           |
| ------ | --------------- | ------------------------ | -------------- |
| 1982年 | 台視            | 又見阿郎                 |                |
| 1983年 | 台視            | 星星知我心               | 王彬彬（幼年） |
| 1985年 | 台視            | 阿郎與彬彬               | 彬彬           |
| 1986年 | 台視            | 糊塗神仙                 |                |
| 1986年 | 台視            | 我心深處                 | 陳智培（幼年)  |
| 1988年 | 台視            | 大神奇                   |                |
| 1999年 | 三立台灣台      | 鳥來伯與十三姨           | 林榮宏         |
| 2000年 | 公視            | 汪洋中的一條船           | 鄭豐喜（青年） |
| 2002年 | 華視            | 愛上總經理               | 狗仔隊記者     |
| 2002年 | 八大            | 第一劇場－浪子回頭金不換 | 林剋身         |
| 2002年 | 華視            | 台灣靈異事件－幽靈肉粽   | 阿強           |
| 2002年 | 三立台灣台      | 戲說台灣－芝山岩蝙蝠洞   | 友義           |
| 2003年 | 三立台灣台      | 戲說台灣－觀掃帚神       | 蓮生（阿吉）   |
| 2003年 | 大愛            | 夜明珠                   |                |
| 2003年 | 大愛            | 妙有春风                 | 陈炯沛         |
| 2004年 | 華視            | 情人看招                 | 文爽           |
| 2004年 | 台視            | 台灣百合                 | 大小凱         |
| 2005年 | 大愛            | 草山春暉                 | 高銘宗（青年） |
| 2006年 | 衛視            | 驚異傳奇－釣水鬼         | 淹死同學       |
| 2012年 | 公視            | 小站                     |                |
| 2014年 | 台視/三立都會台 | 愛上兩個我               | 阿偉           |
| 2014年 | 華視/樂視       | 巷弄裡的那家書店         | 顧志誠         |

### 電影
| 年份   | 片名                            | 角色               |
| ------ | ------------------------------- | ------------------ |
| 1983年 | 魔輪                            |                    |
| 1983年 | 我的兒子彬彬                    |                    |
| 1984年 | 可愛的雨中花                    |                    |
| 1984年 | 天生一對                        |                    |
| 1984年 | 全家福                          | Tommy              |
| 1984年 | 兩隻老虎                        |                    |
| 1984年 | 大小不良（又名:魔術師與小孤兒） | 彬彬               |
| 1985年 | 恭喜發財                        |                    |
| 1985年 | 天生寶一對                      | 寶寶               |
| 1986年 | 魔翡翠                          | 小彬彬             |
| 1986年 | 歡樂龍虎榜                      | 小財迷             |
| 1988年 | 靈芝異形                        | 彬彬               |
| 1991年 | 老豆唔怕多（又名:唬人專家）     | 彬仔               |
|        | 小溫馨                          | 沈德鴻（特別演出） |
| 2015年 | 寶貝，對不起                    | 溫兆宇             |

### 電視電影
| 年份   | 片名       | 角色 | 播出平台   |
| ------ | ---------- | ---- | ---------- |
| 2013年 | 黑道上錯身 | 慶新 | 緯來電影台 |

### 微電影
| 年份   | 片名     | 角色   | 播出平台 |
| ------ | -------- | ------ | -------- |
| 20??年 | 迷路回家 | 温兆宇 | 籌備中   |

### 電視廣告
- 1984年 香港電視廣告 旺旺仙貝

### 平面廣告
- 1980年代 
  - 聲寶牌拿破崙電視機
  - 羅莎飲料
  - 小人國主題樂園

## 獎項
- 1983年，第十八屆金鐘獎電視兒童演員獎《又見阿郎》

## 外部連結
- 温兆宇在互联网电影资料库（IMDb）上的資料（英文）
- 温兆宇在香港影庫上的簡介
- 温兆宇在豆瓣上的资料（简体中文）
- 温兆宇在时光网上的簡介（简体中文）
- 温兆宇的Facebook專頁